# Michael C. Hall
Michael Carlisle Hall, més conegut com a Michael C. Hall (Raleigh, Carolina del Nord, 1 de febrer de 1971), és un actor nascut als Estats Units conegut pel seu paper protagonista a la sèrie de televisió Dexter.

## Biografia
Va néixer Raleigh, Carolina del Nord fill de William Carlyle Hall i Janice Styons Hall. Va anar a l'institut Enloe High School, i es va graduar l'any 1989. Va anar a la universitat Earlham College. Es va graduar per a esdevenir un advocat. Posteriorment va anar a la universitat de Nova York al programa de Belles arts.

## Vida professional

### Inicis
La seva primera actuació va ser a l'escola, a l'obra de teatre What Love Is. Tres anys més tard va començar a cantar en una coral de nens. Després va començar a fer musicals com The Sound of music, Oklahoma! o Fiddler on the Roof.
La seva carrera com a actor professional es va iniciar al teatre. Fora de Broadway, va actuar a les obres Macbeth i Cymbeline al New York Shakespeare Festival,i també a Timon of Athens i Henry V al teatre New York Public Theater. A Los Angeles, va aparèixer a l'obra Skylight.

### Musicals
L'any 1999, el director Sam Mendes li va atorgar el paper de Emcee al musical Cabaret. L'any 2003, va actuar al musical Chicago interpretant el paper de Billy Flinn.

### Six feet Under
Six Feet Under, també coneguda com A dos metres sota terra, va ser la primera sèrie de televisió en la qual va participar Michael. El treball de Hall en la primera temporada de Six Feet Under va ser reconegut amb una nominació a l'Emmy com a millor actor principal en una sèrie dramàtica i amb una nominació al premi AFI com a actor de l'any al 2002 pel seu paper de David Fisher. A més, va compartir les nominacions del Sindicat d'Actors a la millor interpretació per un conjunt en una sèrie dramàtica dels cinc anys en els quals el show va estar en producció, i va guanyar el premi el 2003 i 2004.

### Dexter
Hall és el protagonista de la sèrie Dexter i també la coprodueix. Interpreta un analista de sang que treballa per la Policia de Miami. La sèrie es va estrenar l'1 d'octubre de 2006 i la seva cinquena temporada va començar el 26 de setembre de 2010. Per aquesta sèrie Michael ha rebut múltiples nominacions, entre elles 3 nominacions als premis Emmys. També n'ha guanyat, com per exemple el premi Globus d'Or l'any 2010 pel millor actor en sèrie dramàtica. La sisena temporada d'aquesta sèrie s'estrenà als Estats Units al Setembre de 2011.

## Vida personal
L'1 de maig de 2003, Hall es va casar amb l'actriu Amy Spanger. La parella es va divorciar l'any 2006. Posteriorment es va casar amb la seva companya a Dexter, Jennifer Carpenter, que interpreta la seva germana. Actualment ja han acabat la relació.

### Càncer
El 13 de gener de 2010, el seu agent i portaveu va confirmar que estava tractant-se per a una forma tractable de Limfoma de Hodgkin. El càncer estava en remissió. Molts dels seus companys i amics van mostrar la seva preocupació als mitjans de comunicació, alguns fins i tot admetent que no tenien sabien que Hall estava lluitant contra el limfoma de Hodgkin, perquè mai va mostrar cap senyal de la malaltia. El 25 d'abril de 2010, Carpenter va anunciar que Hall estava curat completament i que tornaria a treballar en la nova temporada de Dexter.

## Filmografia

### Cinema
| Any  | Pel·lícula                                          | Personatge                    |                 |
| ---- | --------------------------------------------------- | ----------------------------- | --------------- |
| 2003 | Paycheck                                            | Agent Klein                   |                 |
| 2004 | Bereft                                              | Jonathan                      |                 |
| 2009 | El jugador (Gamer)                                  | Ken Castle                    |                 |
| 2010 | Peep World                                          | Jack                          |                 |
| 2011 | East Fifth Bliss                                    | Morris Bliss                  |                 |
| 2013 | Kill Your Darlings                                  | David Kammerer                |                 |
| 2014 | Cold in July                                        | Richard Dane                  |                 |
| 2015 | Justice League: Gods and Monsters                   | Kirk Langstrom / Batman (veu) | Directa a video |
| 2016 | Christine                                           | George Peter Ryan             |                 |
| 2016 | After Adderall                                      | Director                      |                 |
| 2017 | Mark Felt: The Man Who Brought Down the White House | John Dean                     |                 |
| 2018 | Game Night                                          | El búlgar                     |                 |
| 2018 | The Gettysburg Address                              | Leonard Swett (veu)           |                 |
| 2019 | In the Shadow of the Moon                           | Holt                          |                 |

### Televisió
| Any       | Sèrie                       | Personatge    |
| --------- | --------------------------- | ------------- |
| 2001-2005 | Six Feet Under              | David Fisher  |
| 2006      | Mysteries of the Freemasons | Narrador      |
| 2006-2013 | Dexter                      | Dexter Morgan |

## Teatre
| Any       | Títol                                     | Paper                | Lloc                                           |
| --------- | ----------------------------------------- | -------------------- | ---------------------------------------------- |
| 1996      | Henry V                                   | Earl of Warwick      | Delacorte Theatre                              |
| 1996      | Timon of Athens                           | Caphis               | Delacorte Theatre                              |
| 1996      | Skylight                                  | Edward Sergeant      | Bernard B. Jacobs Theatre                      |
| 1998      | Macbeth                                   | Malcolm              | The Public Theater                             |
| 1998      | Corpus Christi                            | Peter                | Manhattan Theatre Club                         |
| 1998      | Cymbeline                                 | Posthumus Leonatus   | Delacorte Theatre                              |
| 1999–2000 | Cabaret                                   | Emcee                | Studio 54                                      |
| 2002      | Chicago                                   | Billy Flynn          | Richard Rodgers Theatre                        |
| 2004      | R Shomon                                  | Reporter             | Williamstown Theatre Festival                  |
| 2005      | Mr. Marmalade                             | Mr. Marmalade        | Laura Pels Theatre                             |
| 2014      | The Realistic Joneses                     | John Jones           | Lyceum Theatre                                 |
| 2014–15   | Hedwig and the Angry Inch                 | Hedwig               | Belasco Theatre                                |
| 2015–17   | Lazarus                                   | Thomas Jerome Newton | New York Theatre Workshop King's Cross Theatre |
| 2018      | Thom Pain (based on nothing)              | Thom Pain            | Signature Theatre Company                      |
| 2019      | Skittles Commercial: The Broadway Musical | Himself              | Midtown Manhattan's Town Hall                  |